# Acetylenflasche

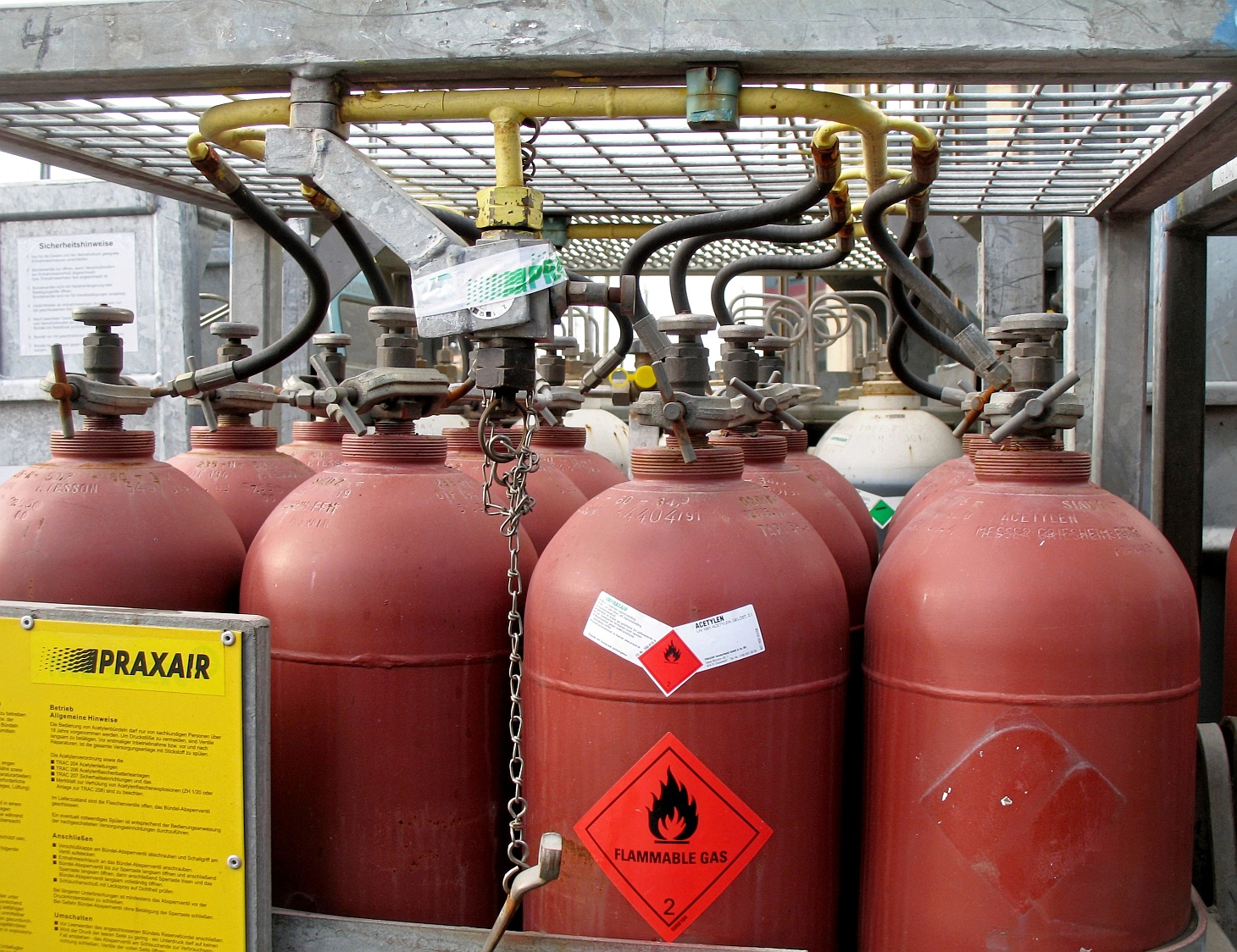
Batterie von Acetylenflaschen

Eine Acetylenflasche ist eine mit dem technischen Gas Ethin (Acetylengas) mit der Summenformel C2H2 gefüllte Gasflasche. Das Gas wird unter anderem beim autogenen Schweißen, autogenen Brennschneiden und zum Hartlöten verwendet.
Druckgasflaschen für Acetylen sind heutzutage mit einer porösen Masse gefüllt, in welche Aceton oder Dimethylformamid (DMF) gegeben wird, das wiederum Acetylen in großen Mengen lösen und damit speichern kann. Als Materialien für die poröse Masse werden Calciumsilicathydrat, Kieselgur oder der speziell entwickelte Stoff Agamassan verwendet. Die poröse Masse verhindert bei einem Flammenrückschlag (Schweißen) durch das Ventil einen möglichen explosionsartigen Zerfall des Ethins in der Flasche.
In dieser gelösten Form wird Acetylen auch als Dissousgas ([dɪˈsuˌɡaːs], von frz. dissoudre, dissous: auflösen) bezeichnet.
Im Lösungsmittel wird Acetylen bei einem Druck von rund 19 bar (bei 20 °C) gespeichert.

## Allgemeines
Für Acetylenflaschen wird häufig ein Fülldruck von 19 bar angegeben. Acetylen befindet sich bei 19 bar Absolutdruck und bei 15 °C Standardtemperatur im Gleichgewicht mit seiner Lösung in der Konzentration von 0,64 kg pro kg Aceton. Der Gleichgewichtsdruck der Gasphase steigt mit der Temperatur:
|            | Konzentration        | Konzentration        |
|            | kg Ethin / kg Aceton | kg Ethin / kg Aceton |
|            | 0,64                 | (1,00)               |
| Temperatur | Druck                | Druck                |
| T/°C       | pA/bar               | pA/bar               |
| ---------- | -------------------- | -------------------- |
| –10        | 9                    |                      |
| 0          | 12                   |                      |
| 10         | 15,5                 |                      |
| 20         | 19                   | (25)                 |
| 30         | 23                   |                      |
| 40         | 29                   |                      |
| 50         | ca. 38               |                      |

Die Flaschentemperatur darf 50 °C nicht übersteigen, um diesen Innendruck nicht unzulässig hoch werden zu lassen. Der Prüfdruck bei Acetylengasflaschen beträgt 60 bar, der Drucktest wird mit Wasser alle 10 Jahre ausgeführt. Der Berstdruck, der nur in der Produktionsphase an einzelnen Exemplaren ermittelt wird, muss mindestens das 1,6-fache des Prüfdrucks ausmachen.
Acetylen wird durch Kompression bei 44 bar (20 °C) flüssig. Dabei kann Acetylen bereits durch sehr geringe Zündenergien in einem exothermen Zerfall zu Kohlenstoff und Wasserstoff H2 explosionsartig reagieren. Durch die Lösung in Aceton kann eine größere Menge Acetylen in der Flasche gespeichert werden, als es bei gleichem Druck sonst möglich wäre. In der Praxis werden bei 15 °C und 19 bar 40 Liter große Flaschen bis zur Sättigung mit ca. 8 kg Acetylen beladen. Die Füllmasse enthält dabei etwa 12,5 kg Aceton, d. h. die Lösungskonzentration beträgt 0,64 kg Acetylen pro kg Aceton.
8 kg Acetylen füllen bei einem Druck von 1 bar etwa 7 m3 Volumen aus. Das ist das 175-fache Volumen der 40-Liter-Stahlflasche. Um ein ideales Gas auf 1/175 Volumen zu pressen, würde es 175 bar Absolutdruck benötigen. Dank der Löslichkeit in Aceton genügen 19 bar. Mit abnehmender Konzentration in der Lösung, also mit abnehmendem Inhalt, nimmt der Gleichgewichtsdruck des Acetylens in der Flasche etwas schwächer als linear ab.
Das poröse Material im Flascheninneren verhindert bei einem Flammenrückschlag, wie er beim Schweißen z. B. bei zu geringer Gasaustrittsgeschwindigkeit des Gases am Brenner auftreten kann, den fortschreitenden, explosionsartigen Zerfall des Acetylens in der Flasche. Bis in die 1990er Jahre wurden Acetylenflaschen auch mit der hitzebeständigen Mineralfaser Asbest befüllt. Diese asbesthaltigen Flaschen sind mit einem zusätzlichen rechteckigen, schwarzen Aufkleber versehen, der ein weißes „a“ für Asbest trägt und als Hinweis auf die Gefahr beim Verschrotten hinweist.

## Gestaltung
Acetylenflaschen haben seit 1998 nach DIN EN 1089–3 die Farbe kastanienbraun (RAL 3009), mindestens an der Flaschenschulter. Bis 2006 (Übergangsregelung) waren Acetylenflaschen gelb. Zur Gasentnahme befindet sich oben ein Bügelanschluss (DIN 477-1, Nr. 3), im Bündel mit dem Linksgewinde M28 x 1,5.
In Österreich war die Kennfarbe (auf Schulter oder ganzer Flasche) für Acetylen ehemals weiß. Der Flaschenmantel kann dabei abweichend auch neutral gefärbt sein, also brüniert oder aber schwarz oder weiß lackiert.

## Gefahren
Ist eine Acetylenflasche einer hohen Temperatur ausgesetzt, etwa bei einem Brand, kann es aufgrund des relativ langsamen Fortschreitens des Acetylenzerfalls im porösen Füllmaterial noch mehrere Stunden nach dem Brand zum Bersten der Flasche kommen. Für diesen Fall sind entsprechende Maßnahmen der Feuerwehr notwendig. Verringert wird die Gefahr durch lang andauernde (> 24 h) Kühlung der heißen Flasche aus einer Deckung, dies gelingt jedoch nicht immer. Der Gefährdungsradius durch berstende Acetylenflaschen beträgt 300 m.

### Gefahrenhinweise
Da von Acetylenflaschen im Schadensfall eine erhebliche und nicht berechenbare Gefahr ausgeht, ist es ratsam, die folgenden Gefahrenhinweise zu beachten:
- Zur Gasentnahme sollten Sicherheitseinrichtungen verwendet werden, um ein Zurückschlagen der Flamme in die Flasche zu vermeiden.
- Armaturen wie Kugelhähne sollten im Acetylenhochdruckteil z. B. an einem Bündel langsam geöffnet werden, um einen Zerfall des Acetylens durch adiabatische Kompression zu verhindern.
- Das Einatmen von Acetylen sollte verhindert werden, da das Gas gesundheitsschädlich ist. Bei einer Vergiftung ist in jedem Fall ein Arzt zu konsultieren, und der Betroffene sollte schnellstmöglich mit frischer Luft versorgt bzw. beatmet werden.
- Es sollten keine Armaturen oder Rohrleitungen aus Legierungen mit Kupfer, Silber oder Quecksilber verwendet werden, da sich sonst explosive Acetylide bilden können.